# حسين محمد حسن
حسين محمد حسن (مواليد 20 فبراير 1970) هو لاعب جودو كويتي سابق، مثَّل بلاده في أولمبياد برشلونة 1992 في وزن نصف خفيف (65 كغ).

## مسيرته الرياضية
شارك حسين في بطولة العالم للجودو لعام 1991 التي أُقيمت في برشلونة، حيث مثّل الكويت في منافسات وزن 65 كغ، لكنه لم يحقق ميدالية.
وفي العام التالي، تأهل للمشاركة في الألعاب الأولمبية الصيفية 1992 التي استضافتها برشلونة، حيث خاض منافسات وزن نصف خفيف (65 كغ)، غير أنه لم ينجح في الوصول إلى الأدوار النهائية.

## وصلات خارجية
- صفحة اللاعب على Olympedia
- ملف اللاعب على JudoInside